# Zagai
Zagai, auch als Dungeness oder Giaka bekannt, ist eine unbewohnte Insel im mittleren Nordosten der Torres Strait, einer Wasserstraße zwischen Australien und Papua-Neuguinea. Die 9,28 km² große Insel ist durch einen schmalen Durchgang im Osten (Basilisk Passage) vom großen Korallenriff Warroir Reef getrennt.
Die üppig bewaldete Insel Zagai liegt rund 20 Kilometer nordnordöstlich von Sassie Island, der zweitgrößte Inseln in der Inselregion der Central Islands.
Die Namensvariante Giaka ist namensgebend für die Katastralgemeinde Parish of Giaka im County of Torres.